# Thronfolge (Saudi-Arabien)
Die Thronfolge in Saudi-Arabien wird durch die Dynastie der Saud bestimmt. Sie folgt dem Senioratsprinzip, wobei es möglich ist, dass ein Prinz übersprungen beziehungsweise vorzeitig ernannt werden kann.
Bisher wurde die Thronfolge im Konsens unter allen Söhnen des 1953 verstorbenen Staatsgründers Abd al-Aziz ibn Saud ausgehandelt. Bislang folgten ihm sechs seiner Söhne als König: Saud, Faisal, Khalid, Fahd, Abdullah und Salman.
Kandidaten für die Thronfolge sind nur die väterlichen Nachkommen des Staatsgründers Abd al-Aziz ibn Saud. Alle anderen Zweige der Saudi-Dynastie sind von der Thronfolge ausgeschlossen.

## Verlauf
Nach Ibn Sauds Tod 1953 folgte ihm sein ältester lebender Sohn Saud und sein nächstältester Sohn Faisal wurde automatisch Kronprinz. Allerdings entstand schnell ein Machtkampf zwischen Saud und Faisal. So zwang Faisal König Saud 1964 zur Abdankung und folgte ihm als König. 1975 wurde Faisal ermordet. Der nächstälteste Bruder Mohammed wurde für ungeeignet gehalten und zugunsten seines Vollbruders Khalid in der Thronfolge übersprungen.
1973 wurde Fahd, einer der Sudairi-Sieben, zum Kronprinzen. Fahd hatte zwei ältere Brüder, die in der Thronfolge übersprungen wurden. Dies waren Nasser und Saad. Nasser war bereits durch die Herkunft seiner Mutter, einer Marokkanerin, ein unwahrscheinlicher Kandidat. Saad wurde für charakterschwach gehalten. Beide hatten außerdem wenig Regierungserfahrung, Fahd hingegen war seit König Sauds Herrschaft Innenminister gewesen.
Abdullah ibn Abd al-Aziz, der von 2005 bis zu seinem Tod 2015 König war, ernannte seinen Halbbruder Sultan zum Kronprinzen von Saudi-Arabien. Es gab jedoch mindestens drei Brüder (Bandar, Musaid, Mischal), die älter als Sultan waren. Sie ließen ihm aus gesundheitlichen Gründen den Vortritt, auf Druck der Familie, oder weil sie selbst nicht an der Regierung teilhaben wollten.
König Abdullah verkündete im Oktober des Jahres 2006 die Gründung des Bayʿa-Rates (arabisch هيئة البيعة, DMG Haiʾat al-Baiʿa), der aus den überlebenden Söhnen und ältesten Enkeln von König Abdul-Aziz bestehen soll, sowie aus Repräsentanten von verstorbenen oder arbeitsunfähigen Söhnen. Der Rat soll im Falle von plötzlicher Arbeitsunfähigkeit oder dem Tod von König und Kronprinz für einen reibungslosen Ablauf des Machtwechsels und der Neuernennung eines Herrschers sorgen. Zusammen mit einem früheren Gesetz des Königs Fahd besteht nun auch die Möglichkeit, dass die Enkel von Abd al-Aziz ibn Saud als Kandidaten in Frage kommen. Außer dem Alter scheint es noch folgende weitere Entscheidungskriterien zu geben:
- Die Unterstützung des Kandidaten innerhalb der Saud-Dynastie
- Regierungserfahrung
- Stammeszugehörigkeit der Mutter des Kandidaten
- Ausübung der Religion
- Akzeptanz durch die Ulama
- Unterstützung durch die Wirtschaftsführer des Landes
- Beliebtheit bei der saudischen Bevölkerung

Die Reform wurde im Oktober des Jahres 2007 vollzogen.
Am 21. Oktober 2011 verstarb Kronprinz Sultan.
Daraufhin wurde Naif ibn Abd al-Aziz zum neuen Kronprinzen ernannt. Wenige Monate später, am 16. Juni 2012, starb Naif. Zum Nachfolger als Kronprinz wurde am 18. Juni 2012 sein Bruder Salman ibn Abd al-Aziz ernannt, der außerdem Verteidigungsminister blieb. Am 27. März 2014 wurde Muqrin ibn Abd al-Aziz von König Abdullah zum stellvertretenden Kronprinzen ernannt. Mit dem Tod von König Abdullah am 23. Januar 2015 wurde Salman zum König und Muqrin zum Kronprinzen. Daraufhin ernannte der neue König Salman seinen Neffen Mohammed ibn Naif zum stellvertretenden Kronprinzen. Am 29. April 2015 entsprach König Salman der Bitte von Muqrin und entband ihn vom Amt des Kronprinzen und stellvertretenden Premierministers. Daraufhin rückte Mohammed ibn Naif in die Position des Kronprinzen nach und König Salman ernannte seinen Sohn Mohammed bin Salman zum neuen stellvertretenden Kronprinzen. Damit waren alle Posten der Thronfolge mit Mitgliedern oder Nachfahren der Sudairi-Sieben besetzt.
Am 21. Juni 2017 entließ der König den bisherigen Kronprinzen Mohammed ibn Naif von seinen Ämtern und der bisherige Vize-Kronprinz Mohammed bin Salman stieg zum Kronprinzen auf. Seitdem wurde kein neuer stellvertretender Kronprinz ausgewählt.

## Thronfolgerat
siehe: Thronfolgerat
Der Thronfolgerat ist ein Komitee, das über die Thronfolge Saudi-Arabiens bestimmen soll und 2007 vom damaligen König Abdullah gegründet wurde. Es sollte als vierte Säule der saudischen Regierung neben dem Grundgesetz, der Beratenden Versammlung und dem Gesetz der Provinzen dienen. Der Rat besteht aus Mitgliedern der saudischen Königsfamilie.
Wenn ein neuer König den Thron besteigt, muss innerhalb von 30 Tagen ein Kronprinz ernannt werden. Dabei ernennt der König einen, zwei oder drei Kandidaten. Der Rat stimmt darüber ab, ob einer der Kandidaten und, falls ja, welcher der Kandidaten der nächste Kronprinz wird. Wenn nur ein Kandidat ernannt wurde, muss der Rat diesem zustimmen, damit dieser Kronprinz werden kann. Wenn der Rat keinen seiner Kandidaten für geeignet hält, kann er aus den Söhnen oder Enkeln von Ibn Saud, dem ersten König und Staatsgründer, einen eigenen Kandidaten aufstellen. Abweichend von der historischen Praxis hat der Rat das letzte Wort über die Nachfolge und nicht der König.
Dem Rat gehören 35 Prinzen an und besteht ausschließlich aus Männern. Der Rat besteht aus den Söhnen Ibn Sauds, den Enkeln, deren Väter verstorben, arbeitsunfähig oder krank sind, und zwei Söhnen der Söhne Ibn Sauds, die vom König und vom Kronprinzen ernannt werden sollten. Die Amtszeit der Mitglieder beträgt vier nicht verlängerbare Jahre, es sei denn, die Brüder des Mitglieds, das seine Amtszeit beendet hat, vereinbaren etwas anderes und der König stimmt zu.
Der Sitz des Rates befindet sich in Riad und wird vom ältesten Sohn Ibn Sauds geleitet. Er hält seine Sitzungen in Anwesenheit von mindestens zwei Dritteln der Mitglieder ab und arbeitet nach dem Mehrheitsprinzip und geheimer Abstimmung. 2017 sprachen sich dabei 31 von 34 Mitgliedern des Rats für eine Ernennung von Mohammed bin Salman zum Kronprinzen aus.

## Aktueller Thronfolger
Mohammed bin Salman (* 1985) ist Kronprinz und Premierminister.